# There’s Nothing Holdin’ Me Back
There’s Nothing Holdin’ Me Back (englisch für „Da ist Nichts, was mich zurückhält“) ist ein Lied des kanadischen Sängers und Songwriters Shawn Mendes aus dem Jahr 2017.

## Entstehung und Veröffentlichung
Geschrieben wurde das Lied vom Interpreten selbst, zusammen mit den Koautoren Teddy Geiger, Scott Harris und Geoff Warburton. Der Liedtext wurde dabei in englischer Sprache verfasst und die Musik in H-Dur mit 122 Schlägen pro Minute komponiert. Koautor Geiger zeichnete zudem auch für die Produktion verantwortlich.
Die Erstveröffentlichung von There’s Nothing Holdin’ Me Back erfolgte als Single am 17. April 2017 bei Island Records. Diese erschien als digitaler Einzeltrack zum Download und Streaming. Am 12. Mai desselben Jahres erschien das Lied als Teil der „New Deluxe Edition“ von Mendes’ zweiten Studioalbum Illuminate (Katalognummer: 00602557611076), dessen dritte Singleauskopplung es ist. Mit der Albumveröffentlichung erschien eine Remixversion von NOTD als digitale Einzeltrack-Single (Katalognummer: 1233915720) sowie am 7. Juli 2017 eine Akustikversion (Katalognummer: 1253731653).

## Musikvideo
Das dazugehörige Musikvideo entstand unter der Regie von Jay Martin, unterstützt wurde Mendes dabei von der britischen Schauspielerin Ellie Bamber, die im Video seine Freundin spielt. Das Video verzeichnete bis Februar 2025 über 1,3 Milliarden Aufrufe auf der Videoplattform YouTube.

## Kommerzieller Erfolg

### Chartplatzierungen
| ChartsChartplatzierungen       | Höchstplatzierung | Wochen |
| ------------------------------ | ----------------- | ------ |
| Deutschland (GfK)              | 5 (34 Wo.)        | 34     |
| Kanada (MC)                    | 3 (35 Wo.)        | 35     |
| Österreich (Ö3)                | 3 (29 Wo.)        | 29     |
| Schweiz (IFPI)                 | 8 (42 Wo.)        | 42     |
| Vereinigte Staaten (Billboard) | 6 (34 Wo.)        | 34     |
| Vereinigtes Königreich (OCC)   | 4 (32 Wo.)        | 32     |

| ChartsJahrescharts (2017)      | Platzierung |
| ------------------------------ | ----------- |
| Deutschland (GfK)              | 19          |
| Kanada (MC)                    | 16          |
| Österreich (Ö3)                | 16          |
| Schweiz (IFPI)                 | 30          |
| Vereinigte Staaten (Billboard) | 23          |
| Vereinigtes Königreich (OCC)   | 16          |

### Auszeichnungen für Musikverkäufe
| Land/Region                  | Auszeichnungen für Musikverkäufe (Land/Region, Auszeichnung, Verkäufe) | Verkäufe   |
| ---------------------------- | ---------------------------------------------------------------------- | ---------- |
| Australien (ARIA)            | 11× Platin                                                             | 770.000    |
| Belgien (BRMA)               | 2× Platin                                                              | 60.000     |
| Brasilien (PMB)              | 3× Diamant                                                             | 750.000    |
| Dänemark (IFPI)              | 4× Platin                                                              | 360.000    |
| Deutschland (BVMI)           | 3× Gold                                                                | 900.000    |
| Frankreich (SNEP)            | Diamant                                                                | 333.333    |
| Italien (FIMI)               | 4× Platin                                                              | 200.000    |
| Kanada (MC)                  | Diamant                                                                | 800.000    |
| Mexiko (AMPROFON)            | 2× Platin                                                              | 120.000    |
| Neuseeland (RMNZ)            | 6× Platin                                                              | 180.000    |
| Österreich (IFPI)            | 2× Platin                                                              | 60.000     |
| Polen (ZPAV)                 | Diamant                                                                | 250.000    |
| Portugal (AFP)               | 4× Platin                                                              | 40.000     |
| Schweden (IFPI)              | 2× Platin                                                              | 80.000     |
| Spanien (Promusicae)         | 3× Platin                                                              | 180.000    |
| Vereinigte Staaten (RIAA)    | 6× Platin                                                              | 6.000.000  |
| Vereinigtes Königreich (BPI) | 4× Platin                                                              | 2.400.000  |
| Insgesamt                    | 1× Gold · 51× Platin · 6× Diamant ·                                    | 13.483.333 |

| Land/Region  | Auszeichnungen für Musikverkäufe (Land/Region, Auszeichnung, Verkäufe) | Verkäufe   |
| ------------ | ---------------------------------------------------------------------- | ---------- |
| Japan (RIAJ) | Gold                                                                   | 50.000.000 |
| Insgesamt    | 1× Gold ·                                                              | 50.000.000 |